# Куандреди, Коба
Коба́ Леи́н Куандреди́ (фр. Koba Leïn Koindredi; род. 27 октября 2001, Нумеа) — французский футболист, полузащитник лиссабонского «Спортинга».

## Клубная карьера
Куандреди — воспитанник клубов «Фрейзине», «Фрой Сент-Рафаэль» и «Ланс». В 2018 году он дебютировал за дублирующий состав последнего. В 2019 году Куандреди перешёл в испанскую «Валенсию», где начал выступать за дублирующий состав. 16 декабря 2020 года в поединке Кубка Испании против «Террассы» Коба дебютировал за основной состав. 30 декабря в матче против «Гранады» он дебютировал в Ла Лиге.
Летом 2022 года Куандреди на правах аренды перешёл в «Овьедо». 28 августа в матче против сантандерского «Расинга» он дебютировал в Сегунде. 22 января 2023 года в поединке против «Уэски» Коба забил свой первый гол за «Овьедо».
Летом 2023 года Куандреди на правах аренды перешёл в португальский «Эшторил-Прая». 17 сентября в матче против «Жил Висенте» он дебютировал в Сангриш лиге.